# Sugar Ray Robinson
Sugar Ray Robinson właśc. Walker Smith Jr. (ur. 3 maja 1921 w Ailey, zm. 12 kwietnia 1989 w Los Angeles) – amerykański bokser. Zawodowy mistrz świata w wadze półśredniej i pięciokrotny mistrz świata w wadze średniej. Uznawany przez wielu historyków boksu, dziennikarzy, trenerów, jak i innych pięściarzy za najwybitniejszego boksera w historii. W 1991 roku został wprowadzony do Międzynarodowej Galerii Sław Boksu.

## Wczesne lata
Jego ojcem był rolnik oraz pracownik budowlany Walker Smith Senior, a matką Leila Hurst. Miejsce jego urodzenia nie jest dokładnie znane – według aktu urodzenia przyszedł na świat w Ailey w stanie Georgia, jednak w swojej autobiografii jako miejsce urodzenia podaje Detroit w Michigan. Miał dwie starsze siostry – Evelyn (ur. 1919) i Marie (ur. 1917, zm. 1959). Gdy miał 2 lata przeprowadził się z matką do Nowego Jorku.
W dzieciństwie Walker Smith chciał być lekarzem, ale zmienił zdanie po tym, jak został wydalony z De Witt Clinton High School w 9. klasie (rok 1935). Od tamtej pory chciał być bokserem, wkrótce wystąpił w pierwszym młodzieżowym turnieju. W wieku 16 lat zmienił nazwisko na Ray Robinson, zaś pseudonim „Sugar” (ang. cukier) wziął się z powiedzenia, że „jego styl walki jest słodki jak cukier”. Ray Robinson miał w młodości problemy prawne – związał się z gangiem ulicznym, ponadto w wieku 16 lat ożenił się z Marjorie Joseph, z którą miał jedno dziecko, aczkolwiek rozwiedli się 3 lata później.

## Kariera bokserska
Zanim zajął się boksem zawodowym, stoczył 85 walk amatorskich, z których wygrał wszystkie, w tym 69 przez nokaut (40 razy w pierwszej rundzie). Zdobył nagrodę dla bokserów-amatorów − Złote Rękawice (Golden Gloves).
W boksie zawodowym zadebiutował 4 października 1940 roku, nokautując Joego Echevarrię w drugiej rundzie. Do 1943 roku stoczył 40 walk, z czego wygrał wszystkie. Jego passę przerwała przegrana 6 lutego z Jakiem LaMottą. Pod koniec lutego tego roku został powołany do armii, gdzie służył do czerwca następnego roku. Podczas służby wojskowej parę razy popadał w konflikt z oficerami, m.in. za dezercję (uciekł z koszar), za co w końcu został wydalony ze służby. Do 1950 roku walczył w wadze półśredniej, następnie przeszedł do wagi średniej. 14 lutego 1951 roku znokautował Jake’a LaMottę (z którym spotkał się już 6. raz na ringu), odbierając mu pas mistrzowski. Wówczas zyskał sobie pseudonim „The St. Valentine’s Day Massacre” („Masakra w Dniu Świętego Walentego”). Walka ta została pokazana w filmie Wściekły Byk Martina Scorsese z 1980 roku, gdzie rolę Sugar Raya Robinsona zagrał Johnny Barnes, a tytułowego Jake’a „Wściekłego Byka” La Mottę Robert De Niro. W 1960 roku został pokonany przez Paula Pendera, tracąc tytuł mistrzowski już na stałe. Karierę zakończył 11 listopada 1965 roku.
W sumie w zawodowej karierze stoczył 200 walk, z czego 173 wygrał. Zdobył łącznie sześć tytułów mistrza świata − jeden w wadze półśredniej (był mistrzem nieprzerwanie w latach 1946–1951) i w latach 1951–1960 pięć w wadze średniej.
W 1990 roku został wprowadzony do Międzynarodowej Galerii Sław Boksu.

## Życie prywatne
W wieku 16 lat ożenił się z Marjorie Joseph, z którą miał syna Ronniego Smitha (ur. 1939), już po rozwodzie pary. W 1943 roku ożenił się z tancerką Edną Mae Holly, która urodziła im syna Raya Robinsona Juniora (ur. 1949). Rozwiedli się w 1960 roku. Po raz trzeci ożenił się w roku 1965 z Millie Wiggins Bruce, która trzymała męża pod ścisłą kontrolą (m.in. nie zezwoliła mu w czasie choroby na wyjazd na pogrzeb matki boksera oraz zabraniała rozmawiać Rayowi Juniorowi i jego matce Ednie z mężem pod koniec jego życia).
Pod koniec życia zdiagnozowano u niego chorobę Alzheimera. Zmarł w wieku 68 lat. Pochowano go w Inglewood Park Cemetery w Inglewood w Kalifornii.